# Jakob Nerwinski
Jake Nerwinski, né le 17 octobre 1994 à Lawrenceville, est un joueur américain de soccer évoluant au poste d'arrière droit à St. Louis City en MLS.

## Biographie
Nerwinski est repêché en septième position par les Whitecaps de Vancouver lors de la MLS SuperDraft 2017. Le 14 novembre 2022, au terme de la saison 2022, les Whitecaps annoncent que son contrat n'est pas renouvelé.
Libre de tout contrat, il s'engage le 28 novembre suivant avec la franchise d'expansion de St. Louis City. Le 25 février 2023, il fait ses débuts avec ce club contre l'Austin FC. C'est également la première victoire en MLS de l'histoire du club,. Saint-Louis est seulement la deuxième franchise de l’histoire de la ligue à remporter ses trois premiers matchs, rejoignant les Sounders de Seattle.

## Palmarès
Whitecaps de Vancouver
- Vainqueur du Championnat canadien en 2022
- Finaliste du Championnat canadien en 2018